# Maria serbska
Maria serbska  (zm. po 1189) – księżniczka serbska i czeska księżna.
Maria była córką serbskiego żupana Urosza I. Jej siostra Helena była żoną króla Węgier Beli II. W 1134 Maria poślubiła księcia znojemskiego Konrada II. Małżeństwo zapośredniczył książę Sobiesław I.
Maria serbska i Konrad II znojemski mieli troje dzieci:
- Ernest (zmarł 1156 r.)
- Konrad II Otto
- Helena znojemska żona Kazimerza Sprawiedliwego

## Literatura
- Vaníček V., Soběslav I. Přemyslovci v kontextu evropských dějin v letech 1092-1140, Praha-Litomyšl 2007.